# Sardinella

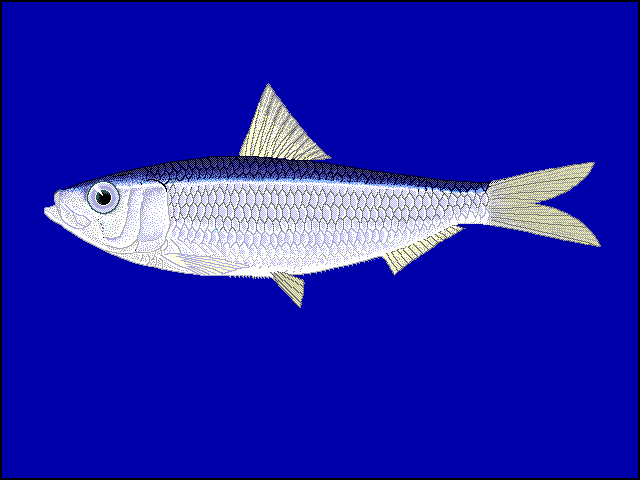
Sardinella tawilis

Sardinella és un gènere de peixos de la família dels clupeids i de l'ordre dels clupeïformes.

## Taxonomia
- Sardinella albella (Valenciennes a Cuvier & Valenciennes, 1847)[3][4][5]
- Sardinella atricauda (Günther, 1868)[6]
- Alatxa (Sardinella aurita) (Valenciennes a Cuvier & Valenciennes, 1847)[3][7][8][9][10][11][12][13][14][15][16][17][18][19][20]
- Sardinella brachysoma (Bleeker, 1852)[21]
- Sardinella dayi (Regan, 1917)[22]
- Sardinella fijiense (Fowler & Bean, 1923)[23]
- Sardinel·la (Sardinella fimbriata) (Valenciennes a Cuvier & Valenciennes, 1847)[3][24][25][26]
- Sardinella gibbosa (Bleeker, 1849)[27][28][29]
- Sardinella hualiensis (Chu & Tsai, 1958)[30]
- Sardinella janeiro (Eigenmann, 1894)[31]
- Sardinella jonesi (Lazarus, 1983)
- Sardinella jussieu (Lacépède, 1803)[32][33]
- Sardinella lemuru (Bleeker, 1853)[34]
- Sardinella longiceps (Valenciennes a Cuvier & Valenciennes, 1847)[35][36][37][38][39][40][41][42][43][44][45][46][47]
- Alatxa de Madeira (Sardinella maderensis) (Lowe, 1841)[48][49][50][51][52][53][54]
- Sardinella marquesensis (Berry & Whitehead, 1968)[55]
- Sardinella melanura (Cuvier, 1829)[56]
- Sardinella neglecta (Wongratana, 1983)[57]
- Sardinella richardsoni (Wongratana, 1983)[57]
- Sardinella rouxi (Poll, 1953)[58]
- Sardinella sindensis (Day, 1878)[59]
- Sardinella tawilis (Herre, 1927)[60]
- Sardinella zunasi (Bleeker, 1854)[61][62][63][64][65][66][67][68][69]